# Svitiaz
Svítiaz ([ˈsʲʋʲitʲɐzʲ] en ucraniano: Сві́тязь, Svítyaz) es un lago de Ucrania, Svítiaz pertenece al grupo de los lagos Shatski o Shatsk, en medio de la confluencia de los ríos Pripyat y Zahidny Bug, cerca de la ciudad de Shatsk. Se encuentra en la Polesia volynskoe (óblast de Volýn) en el extremo noroeste de Ucrania, cerca de la frontera con Polonia y Bielorrusia. El lago forma parte del Parque nacional natural de Shatsk.

## Descripción
El lago ocupa una superficie de 27.5 km², su profundidad media es de 7.2 m., el más profundo del país y el segundo por tamaño. La transparencia del agua llega a los 8 km. La longitud del lago es 7.8 km y su anchura mayor es 8 km. El volumen del lago es de 180 000 m³. En el medio del lago hay una isla de 0.07 km².

## Galería

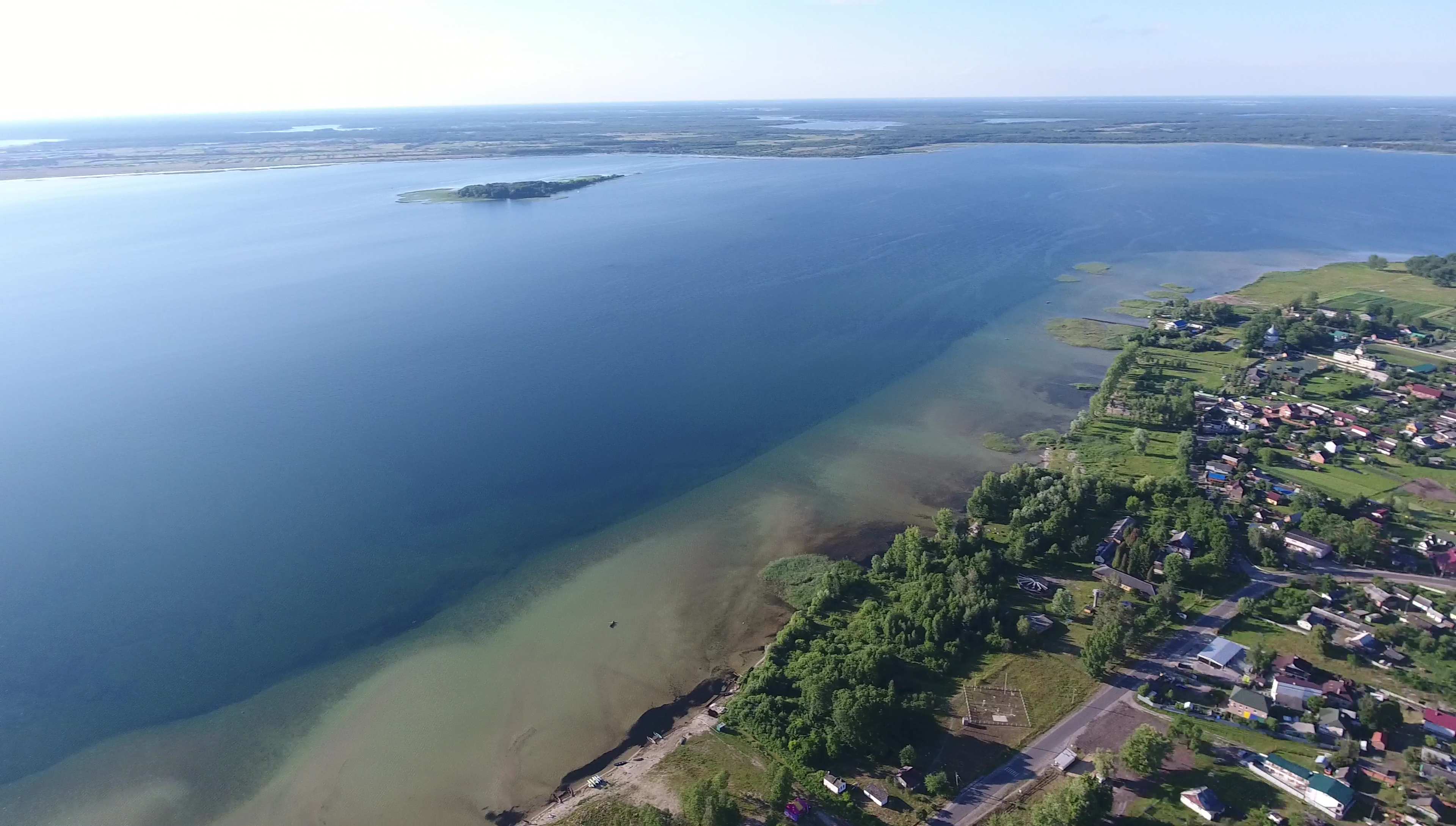
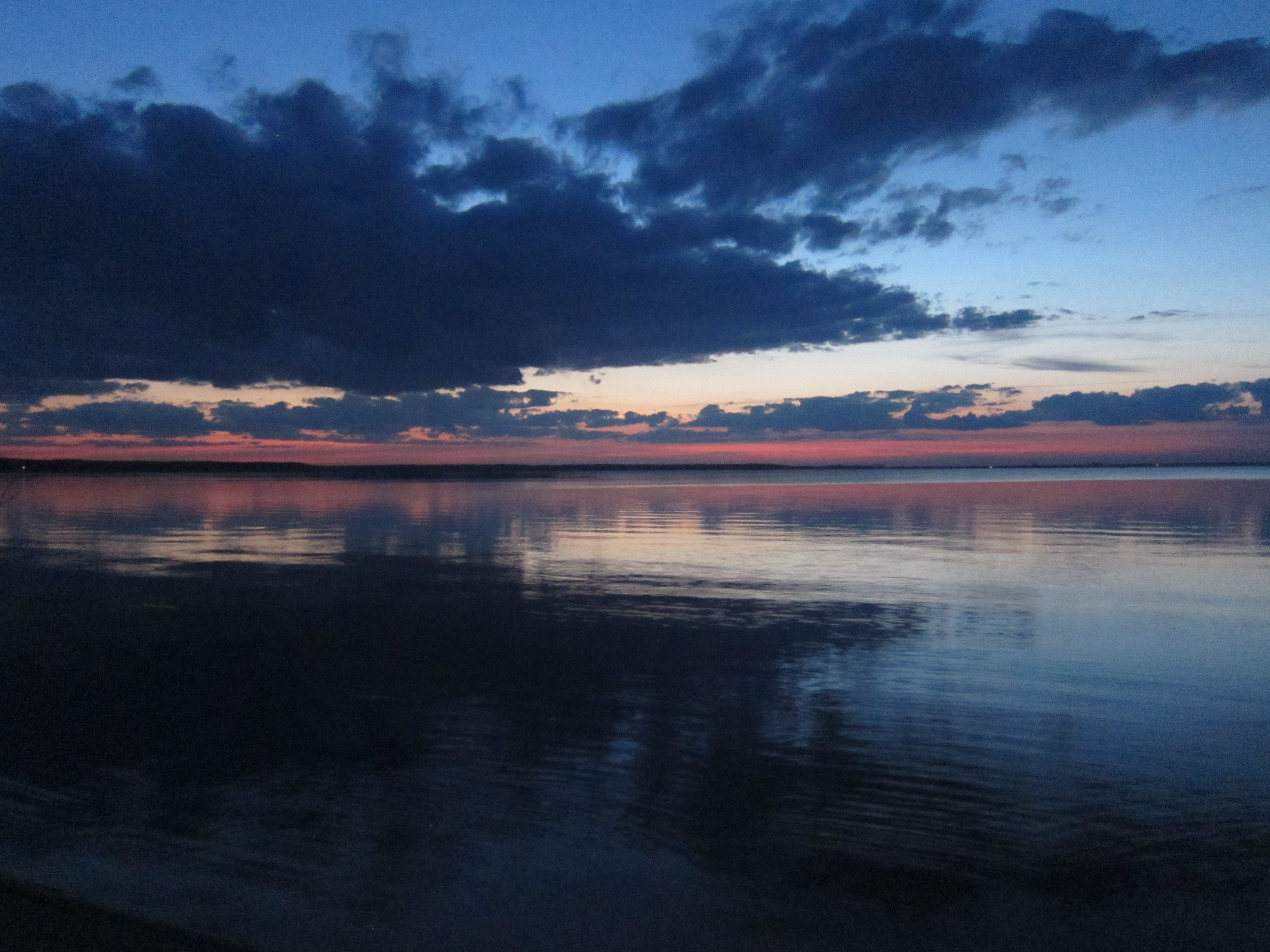
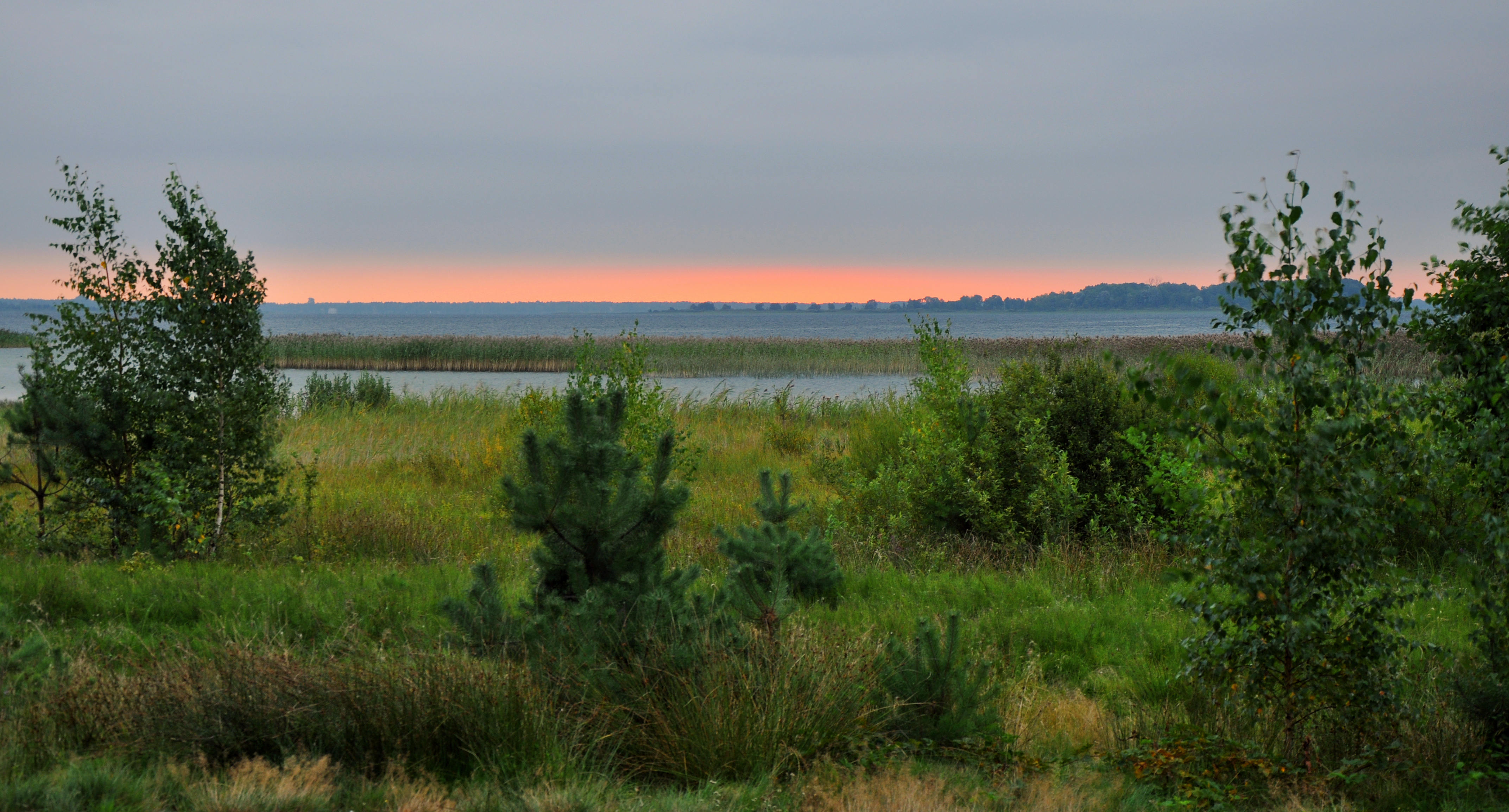